# Scott Cawthon
Scott Cawthon (født 1978) er en computerprogrammør, animator, tidligere spiludvikler og skaberen bag den succesfulde tetralogi Five Nights at Freddy's. Han blev uddannet på Kunst Instituttet i Houston. Han bor i øjeblikket i Texas sammen med sin kone og to sønner. Han har udviklet andre spil, hvor de fleste dog ikke kan findes den dag i dag. Hans sønner hjalp ham med at teste Five Nights at Freddy's inden udgivelsen. Han ejer sin egen webside, der har eksisteret siden ca. 2003. Han har også en officiel YouTubekanal.
Kort efter udgivelsen af Five Nights at Freddy's 4 blev Scott's hjemmeside lukket ned d. 27 juli 2015, men før det blev der udgivet en besked til alle der havde spillet spillene som sagde: The End Thanks for playing! Senere kom siden op igen der viser et billede med alle figurerne med en kæmpe tekst der siger: "Thank you".  Cawthon annoncerede sin afslutning fra spiludvikling den 16. juni 2021. 

## Andre spil af Scott Cawthon
- The Desolate Hope - Steam
- The Pilgrim's Progress - Hope Animation
- The Desolate Room - ScottGames (Freeware)
- Legacy of Flan 4: Flan Rising - ScottGames (Freeware)
- Iffermoon
- Sit 'N Survive
- There is no Pause Button!
- Chipper & Sons Lumber Co.
- 8-Bit RPG Creator
- Rage Quit!
- Chubby Hurdles
- Slumberfish
- Cropple
- Pimp My Dungeon (Kun på mobilen)
- Fart Hotel
- Golden Galaxy
- Use Holy Water!
- Pogoduck
- Shell Shatter
- Forever Quester
- FighterMageBard
- Gemsa
- Kitty in the Crowd
- Spooky Scan
- 20 Useless Apps
- Elemage
- Stellar Gun
- Gunball
- Ships of Chaos
- Legacy of Flan 1
- Legacy of Flan 2
- Legacy of Flan 3
- Flanville